# Kieffer Moore
Kieffer Moore, né le 8 août 1992 à Torquay, est un footballeur international gallois qui évolue au poste d'avant-centre à Wrexham AFC.

## Biographie

### En club
Il joue neuf matchs en première division norvégienne avec le club du Viking Stavanger. 
Le 15 janvier 2017, il rejoint le club d'Ipswich Town.
Le 10 juillet 2017, il est prêté à Rotherham United, marquant 13 buts en 25 matchs.
Le 8 janvier 2018, il rejoint Barnsley.
Le 5 août 2019, il rejoint Wigan Athletic.
Le 13 août 2020, il rejoint Cardiff City.
Le 31 janvier 2022, il s'engage jusqu'en 2025 en faveur de l'AFC Bournemouth.
Le 15 juillet 2024, il rejoint Sheffield United.

### En équipe nationale
Le 12 juin 2021, avec sa sélection galloise il marque le but égalisateur lors du 2e match de l'Euro 2020 face à la Suisse.
Le 9 novembre 2022, il est sélectionné par Rob Page pour participer à la Coupe du monde 2022.

## Palmarès

### En club
- Barnsley
  - Vice-champion d'Angleterre de troisième division en 2019.

- AFC Bournemouth
  - Vice-champion d'Angleterre de deuxième division en 2022.

- Ipswich Town
  - Vice-champion du Championship (D2) en 2024.

### Distinction personnelle
- Membre de l'équipe-type de troisième division anglaise en 2019.